# Blepharis obermeyerae
Blepharis obermeyerae — вид квіткових рослин родини акантових (Acanthaceae).

## Назва
Вид названо на честь південноафриканської жінки-ботаніка Анни Амелії Обермеєр.

## Поширення
Вид поширений на північному сході ПАР та прилеглих районах Мозамбіку. Росте у саваннах та на пасовищах.